# Irfan Kars
Irfan Kars (* 3. August 1983 in Köln) ist ein deutscher Film- und Theaterschauspieler.
Irfan Kars lebte bis zu seinem 21. Lebensjahr in Köln und absolvierte dort sein Abitur. Die Ausbildung zum Schauspieler erhielt er in Stuttgart. Zum Schauspiel kam Kars durch Zufall. 1989 spielte er in der türkischen Kinoproduktion, Baba Neredesin (Papa, wo bist du?), die Hauptrolle. Nach seiner Ausbildung spielte Kars in zahlreichen Theaterproduktionen diverse Rollen. Zu seinen Engagements am Theater gehören u. a. Freilichtspiele Schwäbisch Hall und Lokstoff Theater im öffentlichen Raum Stuttgart. Im Sommer 2009 kehrte Irfan Kars mit der deutsch-türkischen Produktion, Der gelbe Satin, als Imam Muhammed Aziz wieder zurück auf die Leinwand und war in der ARD-Serie Geld.Macht.Liebe in einer Episodenrolle zu sehen. In diesem Jahr stand er darüber hinaus für zahlreiche Kurzfilmproduktionen vor der Kamera.

## Kinoformate
- 2009: Nicht zu viel und nicht zu wenig
- 2009: Defragmentierung
- 2009: 25 Cent
- 2008: Der gelbe Satin
- 2007: Schlafwandel
- 2007: Roof is on fire
- 2007: Herr Schnitter
- 2007: Ragnarök
- 2006: Ödipus
- 2006: Die Welt liegt uns zu Füßen
- 1989: BABA, NERDESIN? (Papa, wo bist Du?)

## TV
- 2009: Geld.Macht.Liebe
- 2010: Alle Jahre wieder
- 2015: Tatort – Preis des Lebens

## Theater
- 2009: Lichtstücke
- 2008: Der kleine Vampir
- 2008: Romeo und Julia
- 2008: Peter Pan
- 2008: Hamlet am HBF